# Roomenjan
Roomenjan (persiska: Rūmenjān, Rūmījān, روميجان, Ruminjān, Rūmanjān) är en ort i Iran.   Den ligger i provinsen Khorasan, i den östra delen av landet, 800 km öster om huvudstaden Teheran. Roomenjan ligger 1 898 meter över havet och antalet invånare är 139.
Terrängen runt Roomenjan är kuperad. Runt Roomenjan är det glesbefolkat, med 12 invånare per kvadratkilometer. Närmaste större samhälle är Bīrjand, 17,9 km norr om Roomenjan. Trakten runt Roomenjan är ofruktbar med lite eller ingen växtlighet.